# Lebec
Lebec és una concentració de població designada pel cens dels Estats Units a l'estat de Califòrnia. Segons el cens del 2000 tenia 1.285 habitants.

## Demografia
Segons el cens del 2000, Lebec tenia 1.285 habitants, 456 habitatges, i 348 famílies. La densitat de població era de 31,8 habitants/km².
Dels 456 habitatges en un 37,1% hi vivien nens de menys de 18 anys, en un 57,7% hi vivien parelles casades, en un 11,8% dones solteres, i en un 23,5% no eren unitats familiars. En el 19,1% dels habitatges hi vivien persones soles el 8,6% de les quals corresponia a persones de 65 anys o més que vivien soles. El nombre mitjà de persones vivint en cada habitatge era de 2,82 i el nombre mitjà de persones que vivien en cada família era de 3,21.
Per edats la població es repartia de la següent manera: un 31,3% tenia menys de 18 anys, un 6,9% entre 18 i 24, un 26,1% entre 25 i 44, un 22,8% de 45 a 60 i un 12,9% 65 anys o més.
L'edat mediana era de 36 anys. Per cada 100 dones de 18 o més anys hi havia 99,3 homes.
La renda mediana per habitatge era de 39.063 $ i la renda mediana per família de 40.972 $. Els homes tenien una renda mediana de 30.729 $ mentre que les dones 33.864 $. La renda per capita de la població era de 14.895 $. Entorn de l'1,4% de les famílies i el 8,1% de la població estaven per davall del llindar de pobresa.

## Poblacions més properes
El següent diagrama mostra les poblacions més properes.